# Saurüssel (keramisches Gebrauchsgefäß)
Der Saurüssel ist eine irdene Pfanne mit Henkel und Ausguss. Dieses speziell geformte Gefäß wurde besonders für Taubenbraten verwendet und hat die Form einer halbierten kurzhalsigen Flasche. Damit die Tauben kross braten konnten, wurde der Bratensaft während des Bratens mehrmals in ein separates Gefäß gegossen. Manche in Museen überlieferte Modelle verfügen über einen flachen oder dem Saurüssel ähnlich geformten Deckel.
Heute ist diese keramische Form kaum noch im Handel erhältlich. Sie kann bis ins 11. Jahrhundert zurück durch Bildbelege nachgewiesen werden.